# Casino Kid
Casino Kid es un videojuego desarrollado en 1989 para Nes por la compañía Sofel. En Japón si nombre de lanzamiento fue 100 Man Dollar Kid: Maboroshi no Teiou Hen.
El juego toma lugar en la ciudad ficticia de Lost Wages, en alusión a Las Vegas,donde asumimos el papel de un joven que quiere convertirse en el mejor jugador de casino, para ello tendrá que enfrentarse a los 15 mejores jugadores, para ir subiendo en el ranking del casino donde se manejan mayores apuestas. En la versión Japonesa el jugador puede desplazarse a los casinos de New York y Japón.

## Secuelas
En 1990 Sofel canceló el desarrollo para Nes de un spin off de la saga, llamado The Prince of Othello. Siguiendo un esquema muy similar de la franquicia, el protagonista del juego tenía que enfrentarse a los 6 mejores jugadores de othello en un torneo mundial.
En 1993, el mismo equipo desarrolló la secuela bajo el nombre de Casino Kid 2. En la continuación el protagonista de la 1ª parte era invitado por un misterioso líder a un torneo mundial donde tendría que enfrentarse a los 9 mejores jugadores de blackjack, póker y ruleta.

## Jugabilidad
Desarrollando la acción en el casino,el jugador partía con 500 dólares para poder desafiar a los contricantes. Entre partida y partida podía desplazarse por el casino para hablar con los demás jugadores y así obtener pistas de cuál es su siguiente contrincante. A medida que se van derrotando contrincantes el rango de las apuestas mínima y máxima. Las partidas de blackjack siguen las reglas básicas de pedir carta, plantarse, separar y doblar la apuesta con el objetivo, por su parte el póker es la versión del juego a 5 cartas.(Video demostrativo)